# Thời kỳ Lệnh Hòa

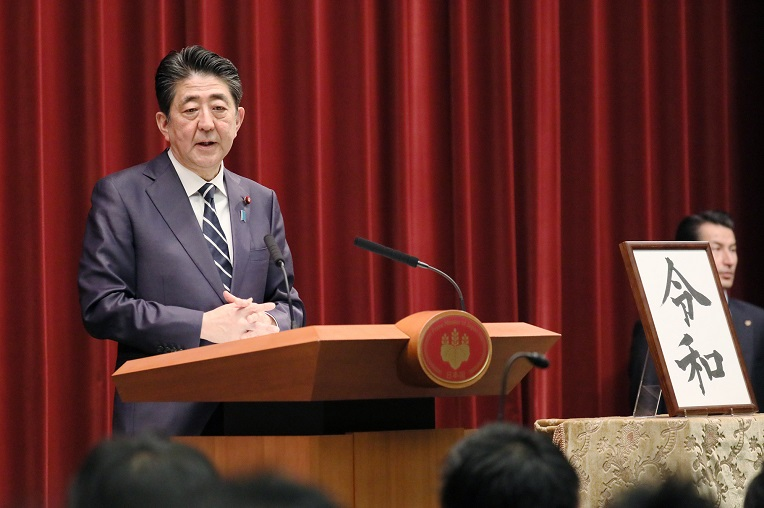
Thủ tướng Nhật Bản Abe Shinzo giải thích niên hiệu mới

| Lịch sử Nhật Bản | Lịch sử Nhật Bản |
| --- | ---------------- |
| Tiền sửThời kỳ đồ đá cũ ~15000 TCN Thời kỳ Jōmon (Thằng Văn) ~15000 TCN–300 TCN Thời kỳ Yayoi (Di Sinh) tk 4 TCN–tk 3 |                  |
| Cổ đạiThời kỳ Kofun (Cổ Phần) tk 3–tk 7 Thời kỳ Asuka (Phi Điểu) 592–710 Thời kỳ Nara (Nại Lương) 710–794 Thời kỳ Heian (Bình An) 794–1185 |                  |
| Phong kiếnThời kỳ Kamakura (Liêm Thương) 1185–1333 Tân chính Kemmu (Kiến Vũ) 1333–1336 Thời kỳ Muromachi (Thất Đinh) 1336–1573 Thời kỳ Nam-Bắc triều 1336–1392 Thời kỳ Chiến Quốc 1467–1590 Thời kỳ Azuchi-Momoyama (An Thổ-Đào Sơn) 1573–1603 Mậu dịch Nanban (Nam Man) Chiến tranh Nhật Bản – Triều Tiên 1592–1598 Thời kỳ Edo/Tokugawa (Giang Hộ/Đức Xuyên)1603–1868 Chiến tranh Nhật Bản – Lưu Cầu Chiến dịch Ōsaka (Đại Phản) Tỏa Quốc Đoàn thám hiểm Perry Hiệp ước Kanagawa (Thần Nại Xuyên) Bakumatsu (Mạc mạt) Minh Trị Duy tân Chiến tranh Boshin (Mậu Thìn) |                  |
| Hiện đạiThời kỳ Minh Trị (Meiji) 1868–1912 Nhật xâm lược Đài Loan 1874 Chiến tranh Tây Nam Chiến tranh Nhật–Thanh Hiệp ước Mã Quan Chiến tranh Ất Mùi 1895 Phong trào Nghĩa Hòa Đoàn Hòa ước Portsmouth Hiệp ước Nhật–Triều 1910 Thời kỳ Đại Chính (Taishō) 1912-1926 Nhật Bản trong Thế chiến thứ nhất Sự can thiệp của Nhật Bản vào Siberia Đại thảm họa động đất Kantō 1923 Thời kỳ Chiêu Hòa (Shōwa) 1926–1989 Chủ nghĩa quân phiệt Nhật Bản Sự kiện Phụng Thiên Nhật Bản xâm lược Mãn Châu Hiệp ước chống Quốc tế Cộng sản Chiến tranh Trung–Nhật Cuộc tấn công Trân Châu Cảng Vụ ném bom nguyên tử xuống Hiroshima và Nagasaki Chiến tranh Xô–Nhật Nhật Bản đầu hàng Thời kỳ bị chiếm đóng 1945-1952 Nhật Bản thời hậu chiếm đóng Kỳ tích kinh tế Nhật Bản thời hậu chiến Thời kỳ Bình Thành (Heisei) 1989–2019 Thập niên mất mát Động đất Kobe 1995 Cool Japan Động đất và sóng thần Tōhoku 2011 Thời kỳ Lệnh Hòa (Reiwa) 2019–nay Đại dịch COVID-19 tại Nhật Bản |                  |
| Xem thêm Thiên hoàng • Niên biểu • Đế quốc Nhật Bản Kinh tế • Giáo dục • Quân sự • Hải quân • Di sản thế giới |                  |
| x t s |                  |

Thời kỳ Lệnh Hòa (Nhật: 令和時代 (Lệnh Hòa thời đại) Hepburn: Reiwa Jidai) là niên hiệu của Nhật Bản bắt đầu từ ngày 1 tháng 5 năm 2019, ngày mà trưởng nam của Thượng hoàng Akihito là Hoàng thái tử Naruhito đăng cơ ngôi vị Thiên hoàng thứ 126. Thượng hoàng Akihito đã thoái vị vào ngày 30 tháng 4 năm 2019, đánh dấu kết thúc thời kỳ Bình Thành. Năm 2019 tương ứng với năm Bình Thành thứ 31 cho tới ngày 30 tháng 4, và năm Lệnh Hòa thứ nhất (令和元年 (Lệnh Hòa nguyên niên) Reiwa gannen, "năm khởi nguyên của thời kỳ Lệnh Hòa") bắt đầu từ ngày 1 tháng 5 năm 2019. Lệnh Hòa (Reiwa) là một từ mang nghĩa "sự hòa hợp tuyệt đẹp".

## Bối cảnh

### Lựa chọn niên hiệu
Chính phủ Nhật Bản lựa chọn niên hiệu từ danh sách ngắn chứa một số tên do hội đồng chuyên gia gồm chín thành viên với bảy nam và hai nữ đệ trình. Chín thành viên này là:
- Yamanaka Shinya (山中伸弥?) — Khôi nguyên Nobel, nhà khoa học tế bào gốc; giáo sư Đại học Kyoto
- Hayashi Mariko (林真理子?) — Kịch tác gia và tiểu thuyết gia
- Miyazaki Midori (宮崎緑?) — Giáo sư Đại học Thương mại Chiba
- Terada Itsurō (寺田逸郎?) — Cựu Chánh án Tòa thượng thẩm Nhật Bản
- Sakakibara Sadayuki (榊原定征?) — Cựu chủ tịch Liên đoàn Doanh thương Nhật Bản
- Kamata Kaoru (鎌田薫?) — Quản trị viên và Hiệu trưởng Đại học Waseda
- Shiraishi Kōjirō (白石興二郎?) — Chủ tịch Hiệp hội Phát hành và Biên tập Báo chí Nhật Bản
- Ueda Ryōichi (上田良一?) — Giám đốc hãng thông tấn NHK
- Ōkubo Yoshio (大久保好男?) — Giám đốc Nippon Television Holdings Company

Một ngày sau khi công bố niên hiệu mới, chính phủ Nhật Bản tiết lộ các đề cử niên hiệu khác gồm Anh Hoằng (英弘 Eikō), Cửu Hóa (久化 Kyūka), Quảng Chí (広至 Kōshi), Vạn Hòa (万和 Banna), và Vạn Bảo (万保 Bampō), ba trong số đó được trích từ các sách kinh điển Nhật Bản là Cổ sự ký và Nhật Bản thư kỷ. Tên "Lệnh Hòa" do chuyên gia về Vạn Diệp Tập là Nakanishi Susumu đề nghị.

### Công bố
Chính phủ Nhật Bản công bố niên hiệu mới trong buổi họp báo được trực tiếp truyền hình, khi Chánh Văn phòng Nội các Suga Yoshihide như thông lệ giơ cao niên hiệu mới bằng chữ Hán. Thủ tướng Abe Shinzō nói rằng Lệnh Hòa thể hiện ý tưởng "văn hóa được khai sinh và nuôi dưỡng bởi những người đến với nhau một cách nhân văn."

### Xuất xứ và Ý nghĩa

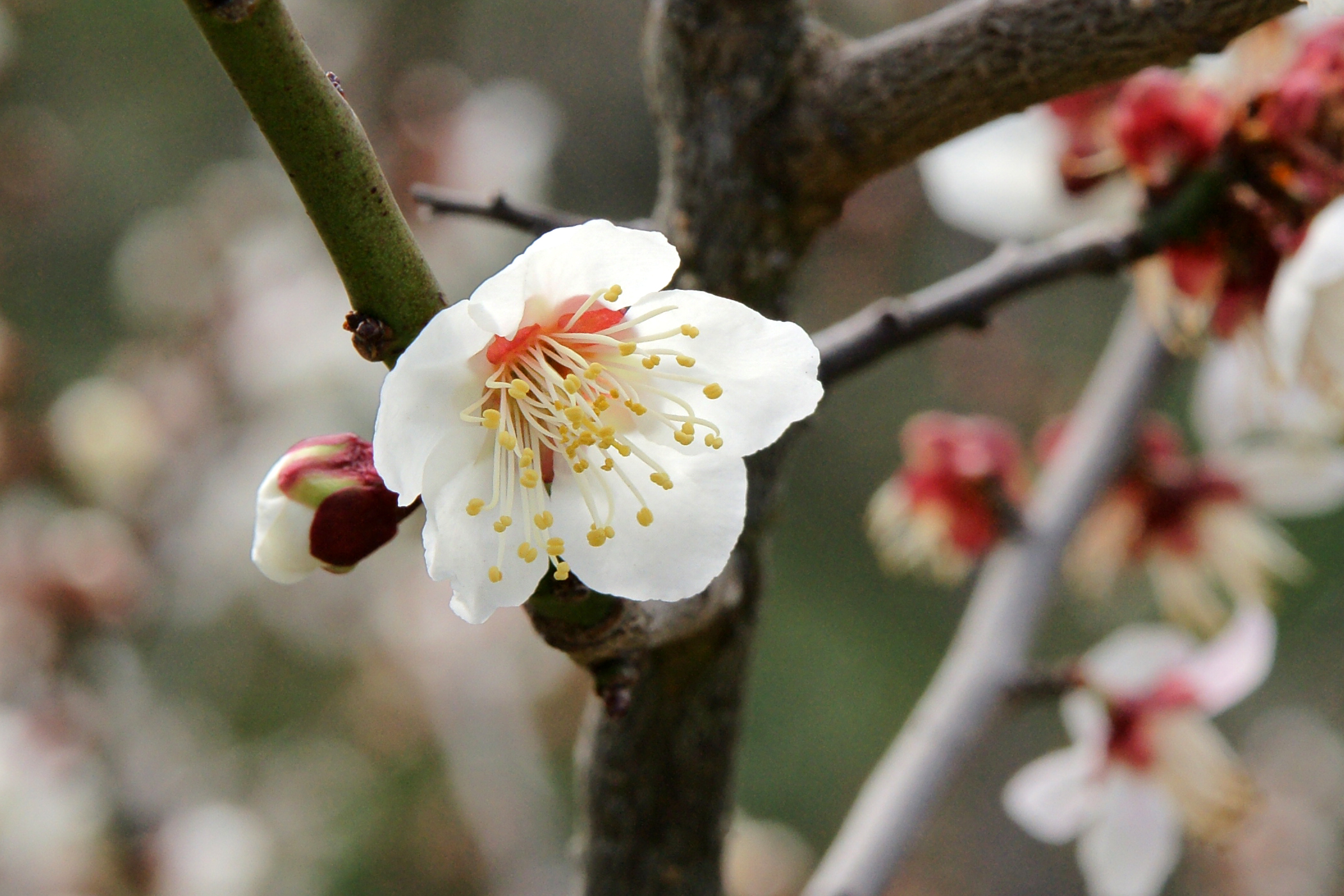
Hoa mai ở Minabe, Wakayama.

Chữ Hán 令和 - "Lệnh Hòa" được lấy từ Vạn diệp tập, hợp tuyển hòa ca (和歌, waka) ra đời hồi thế kỷ VIII dưới thời Nara. Hai chữ này được lấy từ Quyển 5, lời tựa của nhóm 32 bài thơ "Mai hoa ca" (Ume no Hana no Uta từ 815 - 846) như sau:
Hán văn (Văn ngôn văn):
于時、初春令月、氣淑風和、梅披鏡前之粉、蘭薫珮後之香。

Hán-Việt:
Ư thời, sơ xuân lệnh nguyệt, khí thục phong hòa, mai phi kính tiền chi phấn, lan huân bội hậu chi hương.

Diễn giải Hán văn bằng tiếng Nhật:
時に、初春の令月にして、気淑く風和ぎ、梅は鏡前の粉を披き、蘭は珮後の香を薫す。

Dịch nghĩa:
Khi mà, đầu xuân tháng lành,

Khí trong, gió hòa,

Hoa mai nở phấn trắng trước gương,

Hoa lan tỏa hương sau ngọc bội.

Bộ Ngoại giao Nhật Bản giải thích Lệnh Hòa theo nghĩa "hòa hợp tốt lành" nhằm bác bỏ ý kiến diễn giải "Lệnh" theo nghĩa "mệnh lệnh", mặc dù "cách diễn giải Lệnh Hòa này cũng có sai khác so với ý nghĩa chữ Lệnh được dùng trong Vạn diệp tập... xuất xứ của niên hiệu mới của nước Nhật".

## Lịch sử và ý nghĩa niên hiệu

Lệnh Hòa.

Chữ Hán của từ "Reiwa (Lệnh Hòa)" có nguồn gốc từ Vạn diệp tập (Man'yōshū), một tuyển tập lâu đời nhất của thơ ca Nhật Bản.
Ký tự đầu tiên "Lệnh" ở đây có nghĩa là tốt lành, và ký tự thứ hai "Hòa" có thể được hiểu là hòa bình hoặc hài hòa.
Đây là lần đầu tiên niên hiệu của Thiên hoàng được lấy từ văn học cổ điển Nhật Bản. Tên của các triều đại trước đều sử dụng chữ Hán lấy từ văn học cổ điển Trung Hoa.

## Sự kiện
Thiên hoàng Akihito lên ngôi vào Tháng 1, 1989 khi Thiên hoàng Hirohito băng hà. Hiến pháp Nhật Bản sau Thế chiến II quy định Thiên hoàng chỉ mang tính tượng trưng và không có thực quyền tham chính. Tuy nhiên địa vị của hoàng gia vẫn được dân Nhật kính trọng.
Sau hơn 30 năm tại vị, Thiên hoàng Akihito lúc 85 tuổi bất ngờ tuyên cáo với thần dân Nhật Bản vào tháng 8 năm 2018 ý định của ông muốn thoái vị vì lý do tuổi tác và sức khỏe. Lịch sử nền quân chủ Nhật Bản từng chứng kiến vài quân vương chủ động nhường ngôi lúc còn sống nhưng gần đây nhất cũng đã 200 năm trước khi thiên hoàng Quang Cách thoái vị năm 1817.
Ý muốn của Thiên hoàng Akihito gây ra thách thức lớn với chính phủ Nhật Bản vì chiếu theo Hiến pháp Nhật Bản soạn năm 1947 thì không có lệ Thiên hoàng từ bỏ ngôi vị khi còn sống. Thái tử Naruhito theo thứ tự sẽ lên ngôi Thiên hoàng nhưng thái tử lại không có con trai. Sự việc đó khiến công luận lại nổi lên tranh cãi về việc cho phép phụ nữ thừa kế ngôi Thiên hoàng vốn bấy lâu thường dành cho nam giới.
Đến Tháng 6, 2018 thì Quốc hội Nhật Bản thông qua đạo luật mở đường cho phép Thiên hoàng Akihito thoái vị, song chưa định ngày để tiến hành việc này. Đạo luật ghi rõ là chỉ áp dụng với Thiên hoàng Akihito mà thôi chứ không phải là thông lệ mới.
Hội đồng Nội chính Hoàng gia Nhật Bản gồm 10 thành viên: Thủ tướng Abe Shinzo, lãnh đạo lưỡng viện quốc hội, chánh án tòa án tối cao, trưởng quan Cơ quan Nội chính Hoàng gia (Cung Nội Sảnh) và 2 người trong hoàng gia liền nhóm họp và định ngày Thái tử Naruhito sẽ đăng quang vào ngày 1 Tháng 5, 2019, mở ra thời kỳ Lệnh Hòa, kết thúc thời kỳ Bình Thành.
Hoàng triều Nhật Bản là chế độ quân chủ lâu đời nhất thế giới với một dòng vua/hoàng đế liên tục từ thời huyền sử lập quốc tới nay đã gần 2700 năm.

## Thực hiện

### Tiền tệ
Theo Sở đúc tiền Nhật Bản, nơi chịu trách nhiệm sản xuất tiền Nhật Bản, tất cả các đồng tiền có tên thời đại mới sẽ được phát hành vào tháng 10 năm 2019. Phải mất ba tháng để chuẩn bị như tạo khuôn để nhập chữ hoặc hình ảnh. Sở đúc tiền sẽ ưu tiên tạo ra các đồng tiền 100 và 500 yên do lượng giao dịch và lưu thông cao, và dự kiến phát hành vào cuối tháng 7 năm 2019.

### Công nghệ
Dự đoán sự xuất hiện của kỷ nguyên mới, vào tháng 9 năm 2018, Hiệp hội Unicode đã bảo lưu một điểm mã (U+32FF ㋿ SQUARE ERA NAME REIWA) cho một chữ Hán mới sẽ là kết hợp của phiên bản nửa chiều rộng từ chữ Lệnh 令 và chữ Hòa 和, thành một ký tự duy nhất; các điểm mã tương tự tồn tại cho các tên thời đại trước đó, bao gồm các giai đoạn Shōwa (U+337C ㍼ SQUARE ERA NAME SYOUWA) và Heisei (U+337B ㍻ SQUARE ERA NAME HEISEI). Phiên bản mới của Unicode, 12.1.0, được phát hành vào ngày 7 tháng 5 năm 2019.

## Bảng chuyển đổi
Để chuyển đổi bất kỳ năm nào theo Lịch Gregory từ năm 2019 sang năm theo lịch Nhật Bản trong thời đại Lệnh Hòa, sử dụng phép tính: Năm Lệnh Hoà = Năm dương lịch － 2018.
| Năm Lệnh Hòa   | 1    | 2    | 3    | 4    | 5    | 6    | 7    |
| Năm dương lịch | 2019 | 2020 | 2021 | 2022 | 2023 | 2024 | 2025 |